# Logical Link Control
Theo họ tiêu chuẩn IEEE 802, Logical Link Control (tiếng Anh, viết tắt: LLC, dịch nghĩa: Điều khiển liên kết lôgic) là tầng con phía trên của tầng liên kết dữ liệu của mô hình OSI. Tầng con LLC trùng với nhiều môi trường truyền vật lý khác nhau (chẳng hạn Ethernet, token ring, WLAN).
Tầng con LLC chủ yếu quan tâm đến: 
- Ghép kênh (multiplexing) các giao thức được truyền qua tầng MAC (khi truyền) và phân kênh (demultiplexing) chúng (khi nhận).
- Theo yêu cầu, cung cấp chức năng điều khiển lưu lượng, và phát hiện các gói tin bị bỏ (drop) và truyền lại nếu được yêu cầu.

Giao thức dùng trong các mạng IEEE 802 và trong một số mạng không theo chuẩn IEEE 802 chẳng hạn như FDDI cho LLC được đặc tả trong chuẩn IEEE 802.2.
Một số giao thức không thuộc chuẩn IEEE 802 cũng có thể được coi là được chia thành các tầng con MAC và LLC. Ví dụ, tuy HDLC đặc tả các chức năng của cả MAC (phân khung (framing) cho các gói tin) và của LLC (ghép kênh giao thức, điều khiển lưu lượng, phát hiện và truyền lại các gói tin bị bỏ), một số giao thức chẳng hạn như Cisco HDLC có thể sử dụng kiểu phân khung kiểu HDLC (HDLC-like packet framing) và giao thức LLC của riêng mình.